# Phaeocroides effetus
Phaeocroides effetus är en skalbaggsart som beskrevs av Hermann Julius Kolbe 1907. Phaeocroides effetus ingår i släktet Phaeocroides och familjen Hybosoridae. Inga underarter finns listade i Catalogue of Life.